# Sistema climàtic

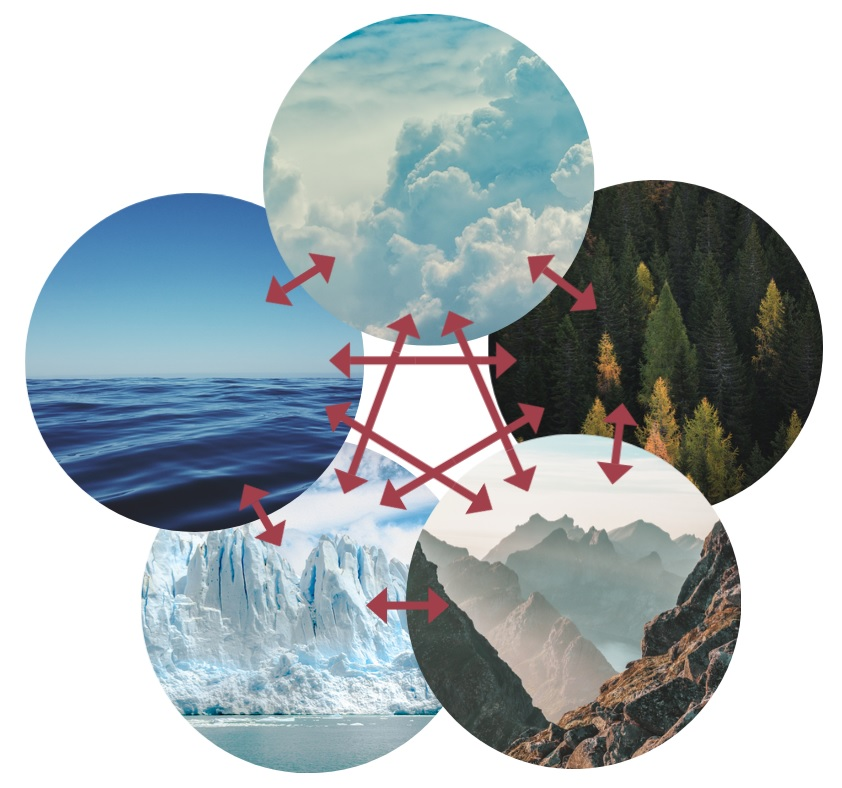
Els cinc components del sistema climàtic terrestre: l'atmosfera, la hidrosfera, la criosfera, la litosfera i la biosfera (En la definició de OMM, la litosfera i la criosfera s'agrupen en geosfera)

El sistema climàtic és el conjunt d'interaccions entre l'atmosfera, la hidrosfera, la criosfera, la litosfera i la biosfera de la Terra que, tenint com a motor l'energia de la radiació del Sol, determinen el clima del planeta.
El sistema climàtic fou definit en un document elaborat pel GARP (Global Atmospheric Research Program) de l'Organització Meteorològica Mundial, l’any 1975, com el sistema format per l’atmosfera, la hidrosfera, la criosfera, la litosfera i la biosfera. Posteriorment, el Conveni Marc de les Nacions Unides sobre el Canvi Climàtic, signat a Rio de Janeiro l’any 1992, defineix el sistema climàtic com l’atmosfera, la hidrosfera, la biosfera i la geosfera i les seves interaccions. Mentre que ambdues definicions són molt semblants, la darrera posa èmfasi en les interaccions, un dels trets més característics del sistema climàtic. L’atmosfera, el sòl, els oceans, la superfície de l’aigua, la superfície coberta pel gel i la neu, i la vegetació i tots els éssers vius existents, estan fortament acoblats. Justament, aquest acoblament fa molt complicada la comprensió de com funciona el sistema i fa difícil la seva modelització.

## Interaccions
El sistema climàtic evoluciona en el temps sota la influència de la seva dinàmica interna i per forçaments externs com ara les erupcions volcàniques, les variacions solars i els forçaments d'origen antropogènic, com el canvi de la composició de l'atmosfera i de l'ús del sòl. Tot i que el clima es relaciona amb els estats de l'atmosfera, les altres parts o components del sistema climàtic exerceixen una funció significativa en la determinació del clima a través de les seves interaccions amb l'atmosfera.

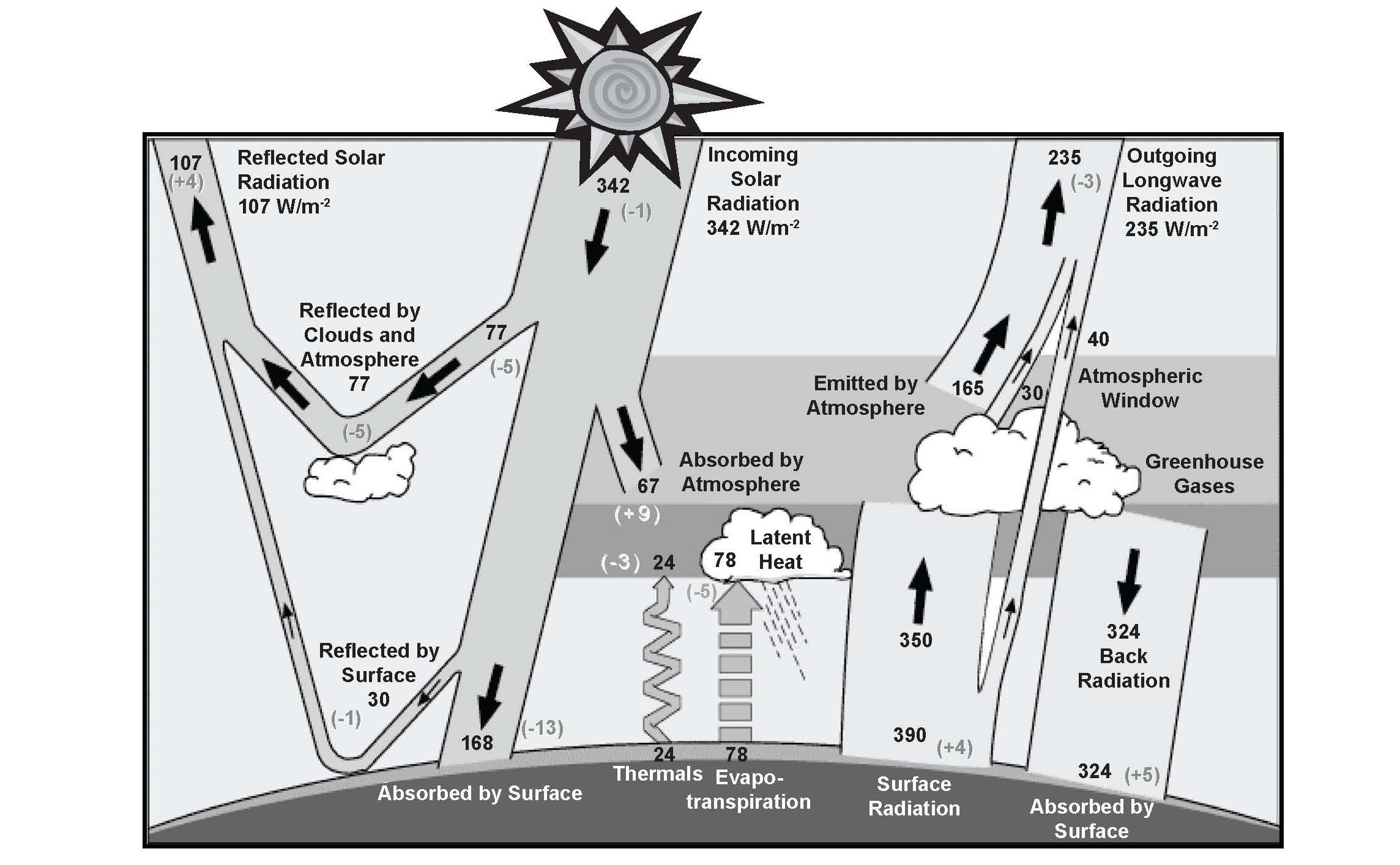
Esquema: balanç energètic global terrestre. Keihl i Trenberth (1997) en W/m²

L'atmosfera és el component més inestable i el que canvia més ràpidament del tots 5 components. La seva composició ha canviat moltes vegades al llarg de la història de la Terra, i actualment està formada principalment per nitrogen (78,1%) i oxigen (20,9%). Aquests gasos tenen interaccions limitades amb la llum solar entrant i no interaccionen amb la radiació infraroja emesa per la Terra. Tanmateix, hi ha una sèrie de gasos presents a l'atmosfera que interactuen amb aquesta llum, en particular el diòxid de carboni (CO2) i el metà (CH4), que s'anomenen gasos d'efecte hivernacle.
La criosfera afecta molt el sistema climàtic a través de la seva alta albedo (reflectivitat), la seva baixa conductivitat tèrmica i, sobretot, pel seu paper crític en la circulació de les aigües profundes de l'oceà. A més, com que les plaques de gel emmagatzemen una gran quantitat d'aigua, les variacions en el seu volum contribueixen, de retruc, a l'augment del nivell del mar.

### Les retroaccions al sistema climàtic
Els acoblaments que hi ha entre les diferents parts del sistema climàtic són complexos i freqüentment no lineals. Aquests acoblaments comporten processos –coneguts com retroaccions o feedback– que normalment, són els que determinen la sensibilitat climàtica. Una retroacció és positiva si el procés incrementa la magnitud de la resposta respecte del senyal que la provoca i és negativa si la redueix.
- Retroacció de Stefan-Boltzmann: la radiació solar arriba a la superfície terrestre i en provoca l'escalfament. Atès, doncs, que la superfície terrestre emet radiació d’ona llarga proporcionalment a la quarta potència de la temperatura seguint la llei de Stefan-Boltzmann, com més alta és la temperatura més gran és l'emissió.
- Retroacció del vapor d’aigua: un altre dels processos de retroacció més importants del clima –en aquest cas positiva– és la dependència del contingut màxim de vapor d’aigua de l’atmosfera (la pressió de vapor de saturació) respecte la temperatura.
- Retroacció gel-albedo: el gel és una superfície que actua com a aïllant i, al mateix temps, com a element reflectant de la radiació solar. Això fa que en latituds elevades el gel del mar sigui un gran modulador de l’intercanvi d’energia entre l’oceà i l’atmosfera.
- Retroacció per l'emissió d'ona llarga i l'evaporació als oceans: l’anàlisi de les dades dels oceans mostren que les temperatures dels mars tropicals han canviat poc (entre 1 i 2 °C) durant els períodes glacials i interglacials i que, en canvi, als pols la temperatura ha canviat desenes de graus. Aquesta diferència que s’observa en la sensibilitat de les aigües tropicals i polars en determinats canvis climàtics pot explicar-se a partir dels efectes lligats al balanç d’energia a la superfície.
- Retroacció dels núvols: és una retroacció positiva (per causa de la variació de l'evaporació com a conseqüència d’un augment de la temperatura) i fa que, en principi, es vegi com a molt plausible la predicció d’un augment del vapor d’aigua a l’atmosfera i, per tant, una major capacitat de captar energia radiativa.
- Retroaccions biogeoquímiques: el sòl també conté alguns efectes de retroacció que poden ajudar a modular les formes del canvi, tot i que energèticament no representa un magatzem d’energia tan gran com els oceans. El clima de la Terra ha estat modulat per l’activitat biològica, la qual té un paper important en la sensitivitat del clima. Les plantes i els animals poden influir la sensitivitat climàtica de diverses maneres, la més forta i directa de les quals pot ser, segurament, l'efecte sobre la composició de l’atmosfera.[5]

## Balanç energètic global
El sistema climàtic s'alimenta amb la radiació del Sol, de la qual aproximadament el 49% és absorbit per la superfície terrestre i el 20% és absorbit per l'atmosfera (Kiehl i Trenberth 1997 Arxivat 2021-11-04 a Wayback Machine.). Aquesta energia escalfa el planeta, però l'escalfament també fa que la Terra comenci a irradiar energia a l'espai. En definitiva, la temperatura del planeta és la que resulta de l'equilibri entre l'energia absorbida (irradiància) i l'energia perduda o emesa (radiació sortint d'ona llarga). L'energia que prové del Sol es troba principalment a les longituds d'ona més curtes (incloses les visibles) (0,3–1 µm; groc-verd visible), mentre que l'energia emesa per les superfícies de la Terra es troba en l'infraroig de longitud d'ona més llarga (4–11 µm). Les longituds d'ona estan determinades per la temperatura de l'emissor (la Terra és molt més freda que el Sol, de manera que irradia a una longitud d'ona més gran).
La radiació neta acumulada a la superfície terrestre es pot expressar: R neta=G+H+LE+D
G: part de la calor que es transmet a les capes profundes de la superfície terrestre i als oceans. H: part de la calor que es transmet a l'atmosfera per la convecció (moviments verticals de l'aire). LE: part de la calor transmesa a l'atmosfera per evaporació de l'aigua composta per L=calor latent de la vaporització; E=quantitat d'aigua evaporada. E: transports de calor per advecció.

### Energia absorbida per la Terra
En termes generals (Harte 1988), l'energia absorbida per la Terra es pot escriure com: E I = (1 – a) * Ω/4
"a" és l'albedo planetària (0,31, aquesta és la proporció de radiació entrant reflectida a l'espai); Ω és la constant solar (radiació solar que arriba a la Terra, aproximadament 1.367 w/m²). Aquesta és l'energia lliurada a la part superior de l'atmosfera. Dividim per 4 ja que l'energia solar es distribueix per la superfície de l'esfera planetària. La Terra intercepta una àrea circular de llum solar entrant, i aquesta àrea s'estén per una esfera amb el mateix radi que el cercle (àrea del cercle / àrea de l'esfera del mateix radi = 0,25). La Terra absorbirà energia i calor i, a mesura que s'escalfa, emetrà radiació. L'energia emesa depèn de la temperatura planetària a la superfície, on la radiació s'escapa a l'espai i es pot prendre com la part superior de la troposfera (la regió inferior té la major part de la massa de l'atmosfera).

### Energia emesa per la Terra
En termes generals, l'energia emesa per la Terra es pot escriure com: E O = σ * T4 (T = temperatura en Kelvin, σ = 5,67 x 10-8 J/m² s K4)
La temperatura de la Terra arriba a un equilibri, anomenat estat estacionari, quan les dues equacions coincideixen (E I = E O). En aquestes condicions podem escriure una equació per a la temperatura planetària: T4 = [(1 – a) Ω] / 4 σ (T en graus Kelvin)
La solució d'aquesta equació amb el flux solar mesurat (Harte 1988, ERBE 2005, 2007) a la part superior de l'atmosfera dona un valor de 254°K (-19,2°C, -2,6°F) per a la temperatura planetària mitjana. Aquesta estimació s'aproxima a les condicions observades a la part superior de la troposfera, però, per descomptat, està molt per sota de la temperatura mitjana a nivell del mar o del sòl (14 °C, 57,2°F), que és la superfície principal d'absorció d'energia. Algun factor fa que el clima de la Terra sigui gairebé 60°F (15,5 °C) més càlid si tenim només en compte la radiació solar.

### Equilibri
El resultat és que la superfície del planeta i la part inferior de l'atmosfera s'escalfen i continuen escalfant-se fins que emeten prou energia (forçament radiatiu) per forçar la fracció que s'escapa a coincidir amb el subministrament d'energia solar entrant (l'energia emesa depèn de la temperatura). En aquest punt s'estableix l'estat estacionari o d'equilibri de l'energia i la temperatura planetària s'estabilitza. El punt en què s'arribi a l'estat estacionari dependrà de les concentracions de gasos d'efecte hivernacle (atracció d'infrarojos) a l'atmosfera. Com més gran sigui l'atrapament, més alta ha de ser la temperatura de la superfície per impulsar l'emissió de la Terra cap a un equilibri amb la insolació (radiació solar entrant).